# Maybelline Classic 1985
Il Maybelline Classic 1985 è stato un torneo di tennis giocato sul cemento. È stata la 6ª edizione del torneo, che fa parte del Virginia Slims World Championship Series 1985. Si è giocato a New Orleans negli USA, dal 30 settembre al 3 ottobre 1985.

## Campionesse

### Singolare
Martina Navrátilová ha battuto in finale  Steffi Graf con il punteggio di 6–3, 6–1

### Doppio
Gigi Fernández /  Robin White hanno battuto in finale  Rosalyn Fairbank /  Beverly Mould con il punteggio di 6–2, 7–5